# Stefan Kretzschmar
Pour les articles homonymes, voir Kretzschmar.

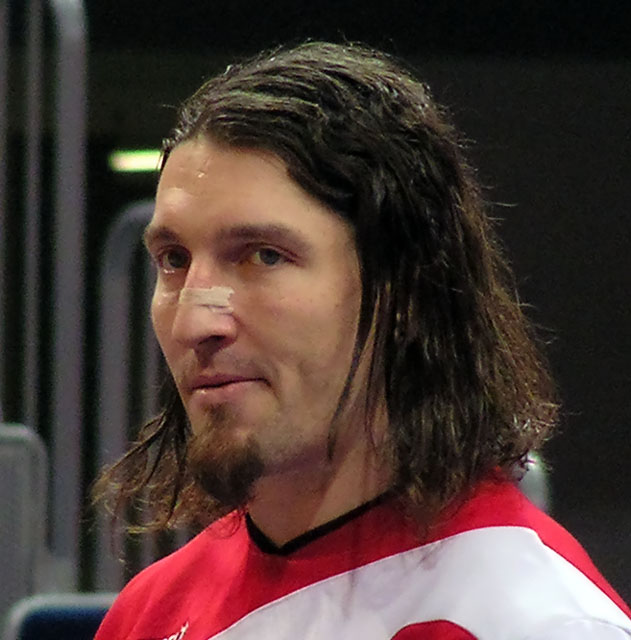
Stefan Kretzschmar

Stefan Kretzschmar, né le 17 février 1973 à Leipzig en République démocratique allemande, est un ancien joueur allemand de handball, évoluant au poste d'ailier gauche.

## Biographie
Issue d'une famille dont le père Peter (de) est un ancien international est-allemand (sélectionné 66 fois) et la mère une ancienne internationale, Waltraud Kretzschmar, championne du monde 1971, 1975, et 1978, et vice-championne olympique en 1976, il commence le handball dès l'âge de six ans. Il participe à un centre d'entraînement à Berlin-Est à l'âge de douze ans, puis intègre le club du SC Dynamo Berlin, dont l'entraîneur Ulrich Fietkorn le place au poste d'ailier gauche. Deux ans plus tard, il remporte le championnat des jeunes de l'Allemagne de l'Est et devient membre de l'équipe nationale des jeunes d'Allemagne.
Au cours de la saison 1991/1992, il devient joueur titulaire dans le club berlinois du Blau-Weiss Spandau, promu en première division allemande (Bundesliga). Il termine la saison meilleur buteur de son club et sixième meilleur marqueur du groupe de Bundesliga Nord avec 125 réalisations. En 1993, il rejoint le VfL Gummersbach où il évolue pendant 3 saisons. En 1996, il part prend la direction du SC Magdebourg, club où il évoluera au plus haut niveau pendant 11 saisons. Il remporte ainsi la Ligue des champions en 2002, la Coupe de l'EHF à trois reprises (1999, 2001, 2007) et le championnat d'Allemagne en 2001. À ce titre, il est inscrit au Hall of Fame du club allemand en 2007 en compagnie de Joël Abati.
Débutant en équipe nationale en 1993, il est l'un des meilleurs joueurs d'une sélection qui compte parmi les meilleures formations au monde. Avec elle, il remporte la médaille d'argent dans les trois compétitions majeures : Euro 2002, battu par la Suède, Mondial 2003 et JO 2004 de Sydney, battu à chaque fois par la Croatie.
En 2004 il prend sa retraite internationale mais continue toujours à jouer à Magdebourg en Allemagne.

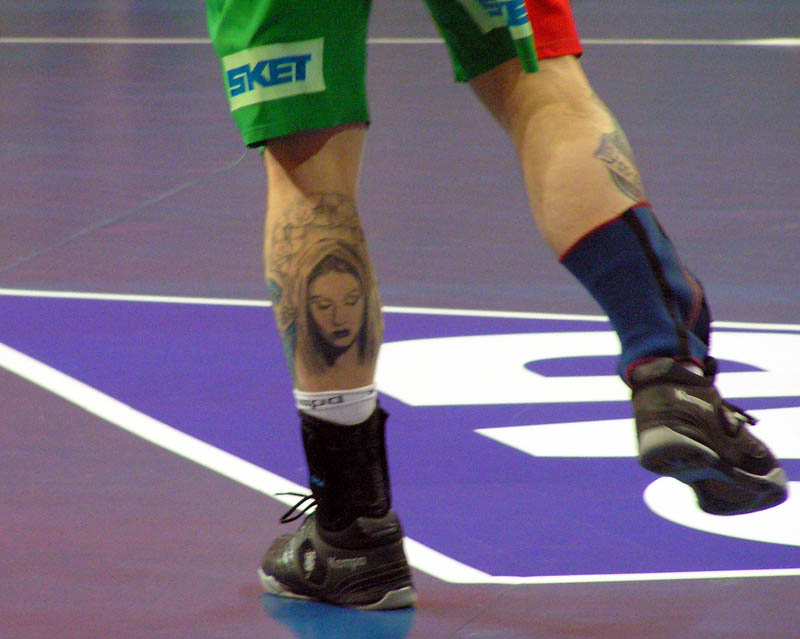
Tatouages de Stefan Kretzschmar

## Palmarès

### Club
Compétitions internationales
- Ligue des champions (1) : 2002
- Coupe de l'EHF (3) : 1999, 2001, 2007
  - Finaliste en 2002
- Supercoupe d'Europe (2) : 2001-02, 2002-03

Compétitions nationales
- Championnat d'Allemagne (1) : 2001
- Coupe d'Allemagne (1) : 1996
- Supercoupe d'Allemagne (2) : 1996, 2001

### Équipe nationale
- Jeux olympiques
  -  Médaille d'argent aux Jeux olympiques 2004 à Athènes
  - 5e place aux Jeux olympiques 2000 à Sydney
  - 7e place aux Jeux olympiques 1996 à Atlanta
- Championnats du monde
  -  Finaliste du Championnat du monde 2003
  - 4e place au Championnat du monde 1995
  - 5e place au Championnat du monde 1999
  - 8e place au Championnat du monde 2001
- Championnat d'Europe
  -  Finaliste du Championnat d'Europe 2002
  -  Médaille de bronze au Championnat d'Europe 1998
  - 9e place au Championnat d'Europe 2000

### Distinction
- Élu meilleur joueur de l'année en Allemagne en 1994 et 1995
- Élu meilleur ailier gauche du Championnat d'Europe 1998
- Nommé dans l'élection du meilleur handballeur mondial de l'année 2000
- Intégré au Hall of Fame du SC Magdebourg en 2007
- 5e meilleur buteur de l'histoire de l'Allemagne avec 817 buts marqués